# Silver Street (stacja kolejowa)
Silver Street - stacja kolejowa w londyńskiej dzielnicy Enfield, obsługiwana jest przez brytyjskiego przewoźnika kolejowego National Express East Anglia. W systemie londyńskiej komunikacji miejskiej, należy do czwartej strefy biletowej. Na stacji zatrzymują się pociągi kursujące pomiędzy Edmonton Green, w północnym Londynie a London Liverpool Street, w dzielnicy City of London.